# E.S.P. (album de Miles Davis)
Pour les articles homonymes, voir ESP.
Albums de Miles Davis
Seven Steps to Heaven
(1963) Miles Smiles
(1967)
E.S.P. est un album de jazz de Miles Davis sorti le 16 août 1965.

## Historique
Après les séparations avec Bill Evans et John Coltrane c'est le premier album studio du second grand quintet de Miles Davis. Il a été enregistré les 20, 21 et 22 janvier 1965 et paraît chez Columbia Records.
E.S.P. signifie « perceptions extra-sensorielles » : Miles Davis croit aux esprits et parle avec ses amis défunts. C'est également le nom d'une maison de disques qui distribue des albums d'avant garde à laquelle Miles Davis rend hommage.
Lors de l'enregistrement de l'album, Miles Davis demandait aux musiciens de ne plus se préoccuper de la structure harmonique des morceaux. Même si celle-ci reste intacte, elle n'est quasiment plus lisible. Tout devra désormais reposer sur une sorte de « télépathie musicale », troisième référence à l'E.S.P.
Lors des concerts qui suivront (Plugged Nickel), le support harmonique ne sera plus perçu qu'à travers un labyrinthe de miroirs déformants. Les musiciens progressent librement au gré des indices interceptés à l'écoute des autres.
La femme sur la couverture est Frances Taylor, l'épouse de Miles.

## Musiciens
- Miles Davis (trompette)
- Wayne Shorter (saxophone ténor)
- Herbie Hancock (piano)
- Ron Carter (contrebasse)
- Tony Williams (batterie)

## Titres
| No | Titre      | Musique                  | Durée |
| -- | ---------- | ------------------------ | ----- |
| 1. | E.S.P.     | Wayne Shorter            | 5:27  |
| 2. | Eighty-One | Ron Carter / Miles Davis | 6:11  |
| 3. | Little One | Herbie Hancock           | 7:21  |
| 4. | R.J.       | Ron Carter               | 3:56  |
| 5. | Agitation  | Miles Davis              | 7:46  |
| 6. | Iris       | Wayne Shorter            | 8:29  |
| 7. | Mood       | Ron Carter               | 8:50  |